# Jameson Irish Whiskey
Jameson é um whiskey irlandês blended (de mistura), produzido por Irish Distillers, empresa afiliada da Pernod Ricard. A empresa foi fundada em 1780, quando John Jameson criou a Bow Street Distillery em Dublin. Jameson era escocês, um advogado de Alloa, casado com Margaret Haig, irmã dos fundadores das principais empresas Haig, os quais possuíam parentesco com os Steins, uma família escocesa do ramo da destilaria que mantinha negócios em Dublin. No acervo da National Gallery of Ireland há retratos de John e Margaret Jameson, pertencentes a Sir Henry Raeburn.
Originalmente um dos seis principais whiskeys de Dublin, Jameson é hoje destilado na cidade de Cork. Em 2013, as vendas anuais chegaram a 4 milhões de caixas (48 milhões de garrafas). Jameson é seguramente o whiskey irlandês de maior venda no mundo, e tem vendido no mercado internacional desde o início do século XIX, quando John Jameson e seu filho (também chamado John) produziam mais de um milhão de galões (3,8 milhões de litros) por ano. 

## História da Empresa
Quando John Jameson, um homem de negócios Escocês, adquiriu a Bow Street Distillery em 1780, esta produzia cerca de 30.000 galões anualmente (113,5 mil litros). Na virada do século XIX, a indústria já era a segunda maior da Irlanda e uma das maiores do mundo, produzindo 1.000.000 galões (3,8 milhões de litros) anualmente. Na época, Dublin era o centro da produção mundial de whiskey. Era o segundo destilado mais popular do mundo, depois do rum e, internacionalmente, Jameson já tinha atingido, em 1805, o posto de whiskey número um no mundo inteiro. Hoje, Jameson é o terceiro maior whiskey de destilaria única no mundo.
Durante um período, no entanto, eventos históricos causaram dificuldades para a empresa. Os movimentos antialcoolismo - movimento da temperança– ocorridos na Irlanda causaram um enorme impacto internamente, porém outros dois eventos afetaram Jameson: a Guerra da Independência da Irlanda e a Guerra subsequente com a Grã Bretanha, que resultou no bloqueio de Jameson ao mercado de exportação para os países da Commonwealth Britânica e, logo em seguida, a implementação da Lei Seca dos Estados Unidos. Enquanto as marcas escocesas conseguiam facilmente transpassar as fronteiras canadenses, Jameson foi excluído de seu principal Mercado durante muitos anos.
Quando os blenders escoceses introduziram o uso de alambiques de coluna no meio do século XIX, conseguiram um aumento na produção com o qual os irlandeses, ainda elaborando seu whiskey a partir de alambiques individuais, não podiam competir. Por volta de 1908, levantou-se uma sindicância para discutir a definição do whiskey. Os produtores escoceses venceram em algumas jurisdições, nas quais os blends passaram a ser reconhecidos por lei como whiskey. Os irlandeses em geral, e Jameson, em particular, continuaram com o processo de produção em alambiques individuais por muitos anos.
Em ,1966 John Jameson uniu-se à Cork Distillers e a John Powers para fundar o Irish Distillers Group. A destilaria New Midleton Distillery, construída por Irish Distillers, era 

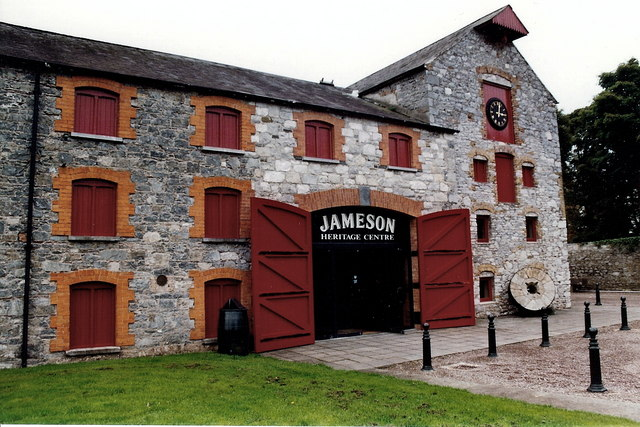
Destilaria Midleton

responsável pela produção da maioria dos whiskeys irlandeses vendidos no país. A nova unidade fica contígua à antiga, que hoje serve como atração turística. A marca Jameson foi então adquirida pelo conglomerado francês de bebidas Pernod Ricard em 1988, na ocasião em que compraram o Irish Distillers.
Em 2008, o pub irlandês The Local, em Minneapolis, vendeu 671 caixas de Jameson (22 garrafas por dia). o que o tornou o maior distribuidor de Jameson no mundo – um título que eles mantiveram por quatro anos consecutivos.

## Marcas
Além do Jameson Original, os Jameson Reservas incluem:
• Jameson Reserva Especial 12 Anos (Antigamente conhecido como Jameson 1780) 
• Jameson Reserva Antiga Destilaria 12 Anos (pode ser encontrado nos dois centros de visitação na Irlanda, além da loja online da marca). 
• Jameson Reserva de Ouro (a única versão de Jameson que utiliza carvalho virgem americano). 
• Jameson Reserva Limitada 18 Anos. 
• Jameson Reserva Rarest Vintage (com os ingredientes mais antigos e raros de whiskey Jameson). 
• Jameson Reserva Assinatura (exclusivo para o varejo de viagem e lojas Duty Free no mundo todo).
• Jameson Reserva Selecionada Black Barrel.

## Processos de Produção
O whiskey irlandês Jameson é produzido a partir de uma mistura de cevada irlandesa, maltada ou não, ou “cevada verde”, todas originárias de um raio de cinquenta milhas no entorno da 

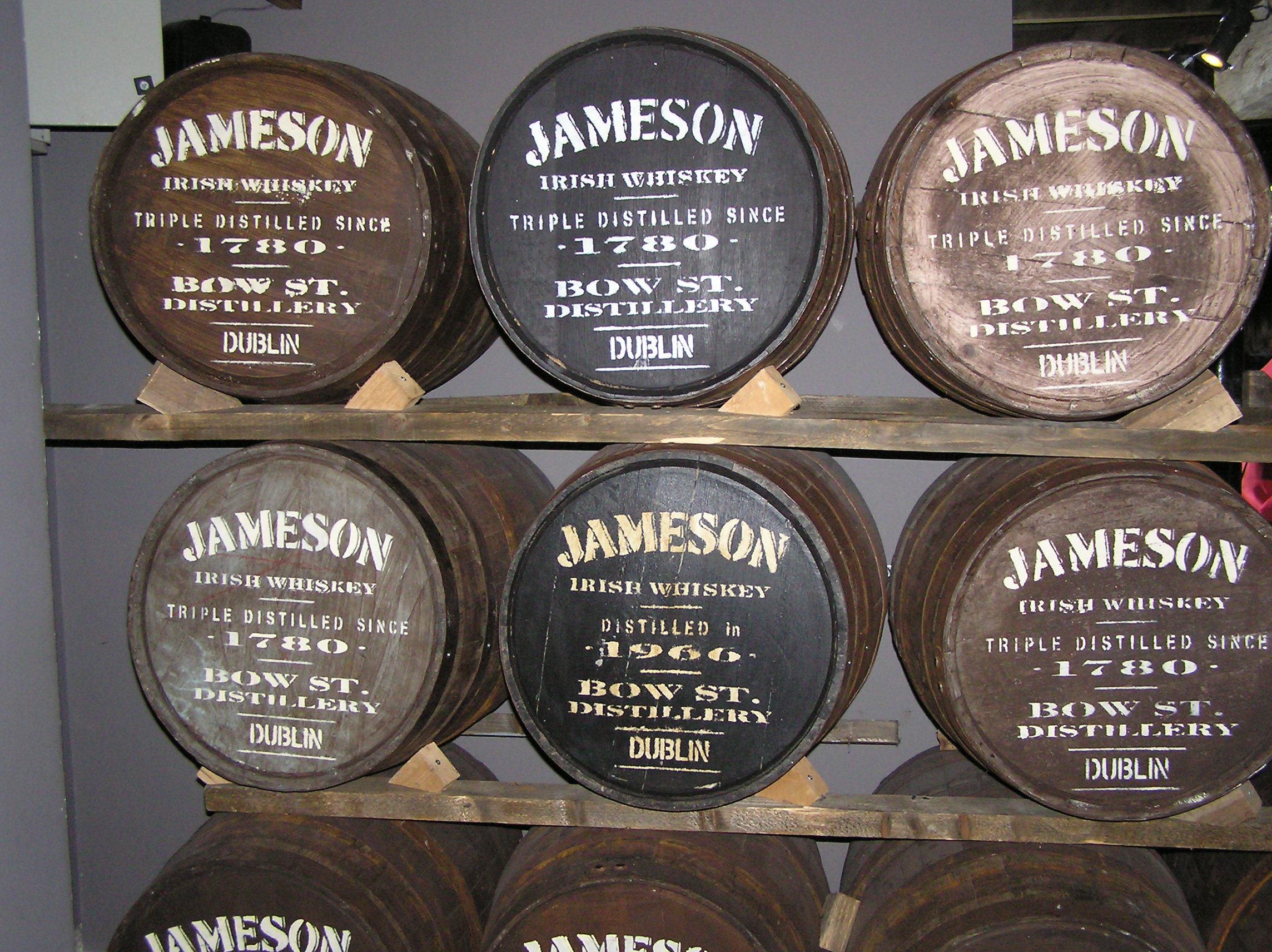

destilaria em Cork. A cevada passa por um processo de secagem  em estufa fechada e queimada com gás natural (antigamente por carvão antracito). Esta etapa contrasta co
m o método tradicional utilizado na produção de whiskey escocês, na qual a estufa é queimada com turfa, o que deixa na bebida um distinto gosto de turfa. No início do século XVIII, a destilaria produzia um milhão de galões (3.785.112 litros) de whiskey por ano, e havia alcançado o posto de maior do mundo. A produção foi deslocada para a destilaria Midleton e a fábrica de Bow Street é atualmente um museu e centro de visitação turística. 

## Prêmios
Os produtos Jameson – particularmente a versão 18 anos e a Rarest Reserve – atingiram notas bastante altas em concursos internacionais de classificação de destilados . O 18 anos recebeu uma série de medalhas de ouro e ouro duplo na San Francisco World Spirits Competition entre 2005 e 2010. A versão Rarest Reserve também ganhou medalhas de ouro e ouro duplo. Rarest Reserve está classificado entre os Top 20 no mundo por Proof66.

## Ver Também
- Scotch Whisky